# لويز سيزار باربييري
لويز سيزار باربييري (11 يوليو 1981 في البرازيل - ) هو لاعب كرة قدم برازيلي في مركز الهجوم. لعب مع أولمبياكوس نيقوسيا وإشتوريل برايا ونادي جل فيسنتي ونادي ساو باولو ونادي بايرنسيه ونادي بروسكه وWindsor Arch Ka I ‏ وGrêmio Esportivo Juventus ‏ وCD Operário ‏ وA.D. Esposende ‏ وClube Atlético Taquaritinga ‏ وناسيونال ساو باولو.

## وصلات خارجية
- لويز سيزار باربييري على موقع قاعدة بيانات كرة القدم.إي يو (الإنجليزية)